# 平遥城隍庙
37°12′08″N 112°10′57″E / 37.20222°N 112.18250°E
平遥城隍庙位于中国山西省晋中市平遥县城隍庙街51号，第六批全国重点文物保护单位。
平遥城隍庙布局奇特，除中轴线外，东西两侧配置有灶君庙和财神庙，东西配殿为六曹府、土地祠，“诸神共居一庙，联袂同受香火”。

## 位置
平遥城隍庙位于平遥古城东南部，城隍庙街路北，坐北朝南。平遥城隍庙与平遥县衙东西对称，分布于中轴线南大街的两侧，为明清典型布局方式，与榆次城隍庙、介休城隍庙类似。

## 历史
平遥城隍庙始建年代不详。明嘉靖三十三年（1554年）火灾后加以重修。清咸丰九年（1859年）火灾后仅存寝殿，同治三年（1864年）至八年（1869年）进行重修。

## 建筑
平遥城隍庙坐北朝南，前后共三进院落，占地面积7302平方米，建筑面积2970平方米，中轴线上的主要建筑自南向北有牌坊、山门、戏楼、献殿、正殿、寝殿等。
平遥城隍庙入口牌坊为四柱三楼式，歇山顶。牌楼两侧斜出八字形影壁，影壁两侧设耳门，东曰“天知”，西曰“地鉴”。

### 戏楼
戏楼位于前院，高二层，重檐歇山顶，面阔三间。琉璃瓦顶。前后匾额为“昭格楼”、“敢入”。舞台下埋设陶瓮，结合天花板，构成共鸣系统。东西两侧为钟鼓楼。

### 献殿和正殿
献殿和正殿城隍殿位于中院。献殿面阔五间，硬山顶。明间出歇山式抱厦。四壁通透。正殿与献殿之间形成狭长的内院。正殿城隍殿，面阔五间，黄琉璃瓦顶带绿剪边。西山墙绘有城隍出巡图。东配殿为六曹府，其南为钟馗殿。西配殿为土地祠，其南为转生堂。

### 寝殿
寝殿位于独立的后院，两侧设配殿，分别是石神庙与冀公祠。

### 灶君庙与财神庙
后院东西两侧为灶君庙与财神庙。
灶君庙位于后院东侧，正殿灶君殿，供奉灶王爷和灶王奶奶。
财神庙在城隍庙大院内西部，坐北朝南，两进院落，占地833平方米，建于清康熙八年（1669年），有财神殿、真武楼、献厅、戏台、看楼等建筑。财神殿供奉文财神比干和武财神赵公明、关羽。真武楼供奉真武大帝和温琼、马胜、赵玄坛、岳飞四大元帅和水火二将，四壁有玄武成神的壁画。

## 保护
2006年5月25日，平遥城隍庙公布为第六批全国重点文物保护单位，编号6-483。
- 临街牌坊
- 山门
- 前殿
- 前殿倒座戏台
- 献殿
- 城隍殿（正殿）
- 城隍殿
- 城隍殿内部
- 城隍殿内部壁画
- 寝宫
- 寝宫二层看城隍殿
- 财神殿